# Soyécourt
Soyécourt là một xã ở tỉnh Somme, vùng Hauts-de-France, Pháp.

## Địa lý
Thị trấn này có cự ly khoảng 15 dặm Anh về phía đông của Amiens, trên đường D79, gần 1 dặm Anh so với đường ô tô A29.

## Dân số
| 1962                                                  | 1968 | 1975 | 1982 | 1990 | 1999 |
| ----------------------------------------------------- | ---- | ---- | ---- | ---- | ---- |
| 169                                                   | 191  | 150  | 169  | 185  | 204  |
| Số liệu dân số từ năm 1962, dân số không tính hai lần |      |      |      |      |      |